# ロレンツォ・バルディッセーラ・ティエポロ
ロレンツォ・バルディッセーラ・ティエポロ（Lorenzo Baldissera Tiepolo、1736年8月8日 - 1776年5月2日）は、イタリアの画家、版画家。有名な画家ジョヴァンニ・バッティスタ・ティエポロ(1696-1770)の息子で、ジョヴァンニ・ドメニコ・ティエポロ(1727-1804)の弟である。兄とともに、父親の助手として、バイエルンのヴュルツブルクやスペインのマドリードで働いた。父親の助手としての活動の他、パステルによる肖像画家として評価されていた。

## 略歴
ヴェネツィアで画家ジョヴァンニ・バッティスタ・ティエポロの10人兄弟の末子として生まれた。9歳年上の兄に画家になったジョヴァンニ・ドメニコ・ティエポロがいる。14歳になった1750年に父親が、バイエルンのヴュルツブルクで司教領主の邸の装飾画を描く注文を受けた時、兄とともに助手として働いた。1753年にヴェネツィアに戻った後は、肖像画の書き手として認められていた。1761年にヴェネツィアの画家組合に登録された。
1762年の3月にスペイン王カルロス3世に父親が招かれ、父親と兄と1761年6月にマドリードに移った時は25歳であった。1768年、父親の助手としてマドリードの宮殿の天井画を描き、アストゥリアス公やドン・ガブリエルらの王族の肖像画を描いた。父親とは独立して、宮廷内の部屋の装飾画の注文を受けることもあった。
1770年に父親が亡くなった後、兄はヴェネツィアに戻ることにしたが、ロレンツォはスペインでの仕事を続けた。王室の画家としての報酬を受け取るようになったが、宮廷の装飾画家として得ていた父親の地位を受け継ぐことは無かった。
1773年にマドリードに住む、ジェノヴァ出身の商人の娘と結婚した。その年ヴェネツィア美術アカデミーの名誉会員に選ばれた。病気になり数か月、寝たきりになった後、39歳でマドリードの街ソモサグアス(Somosaguas)で亡くなった。

## 作品

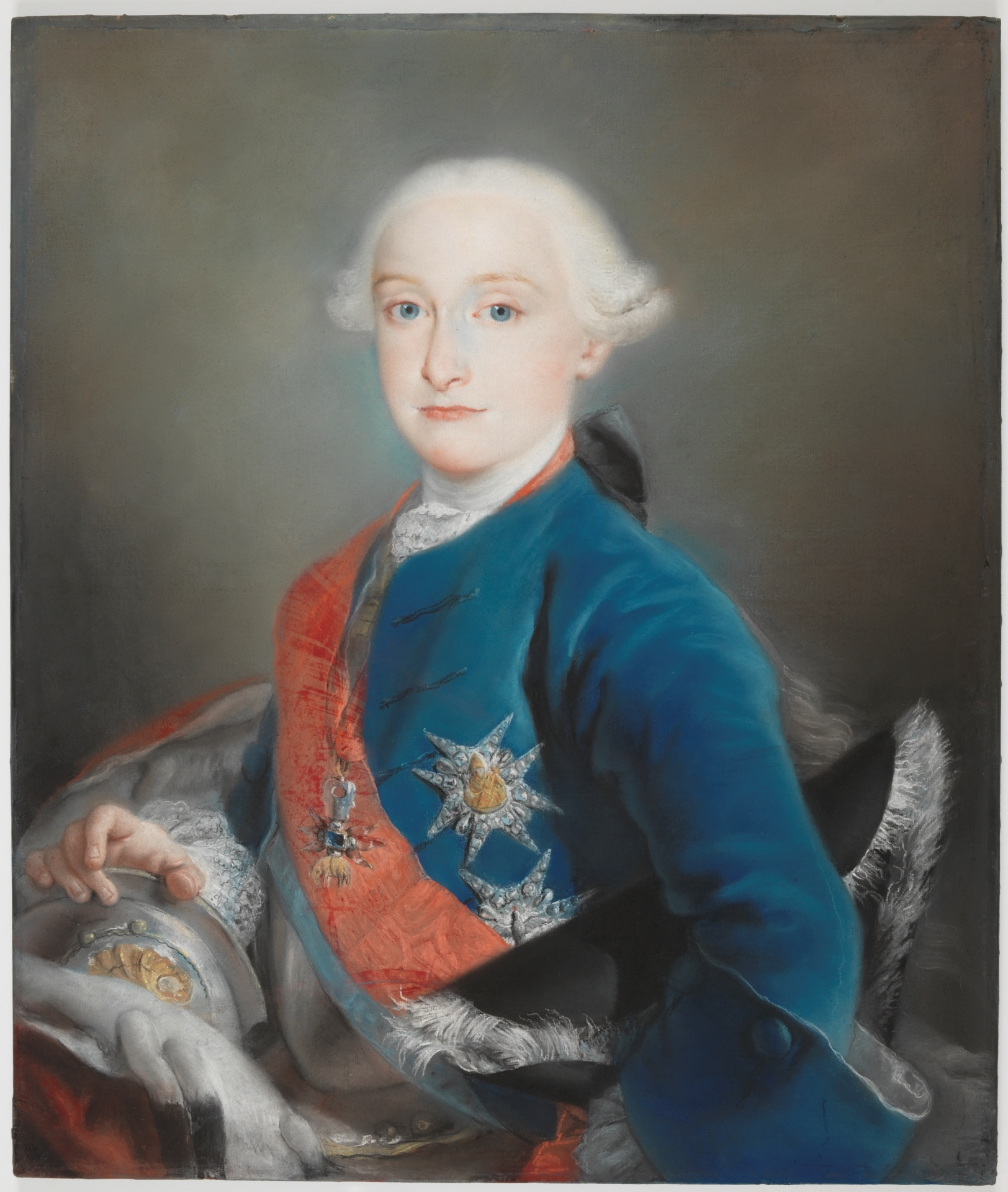
アストゥリアス公、後のカルロス4世(1763) プラド美術館蔵
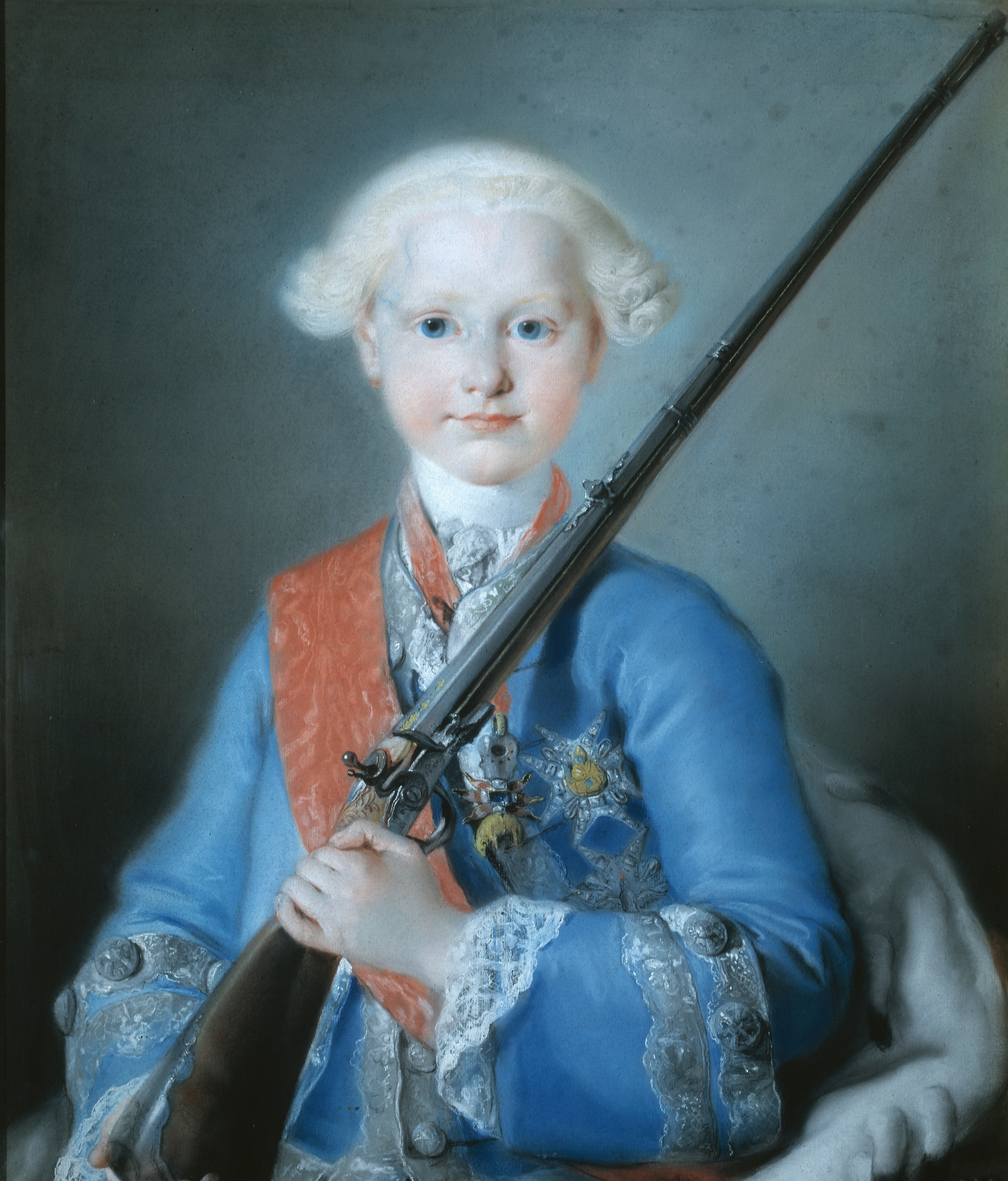
王子アントニオ・パスクアル・デ・ボルボン (1763) プラド美術館蔵
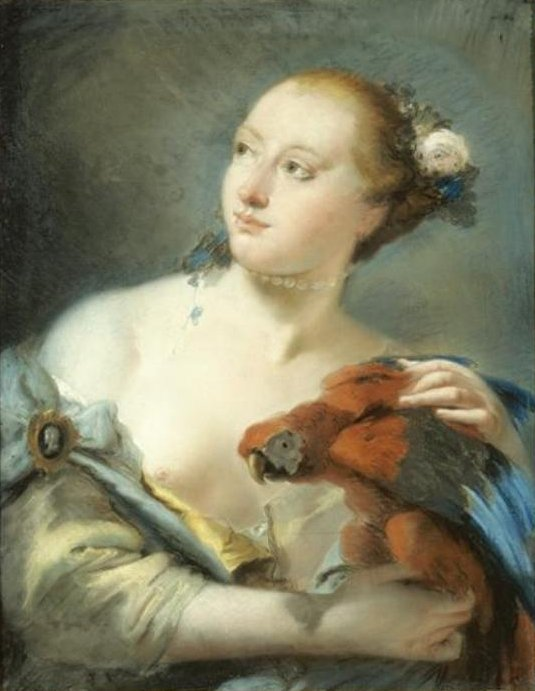
オウムを持つ若い女性(1762) エルパソ美術館蔵
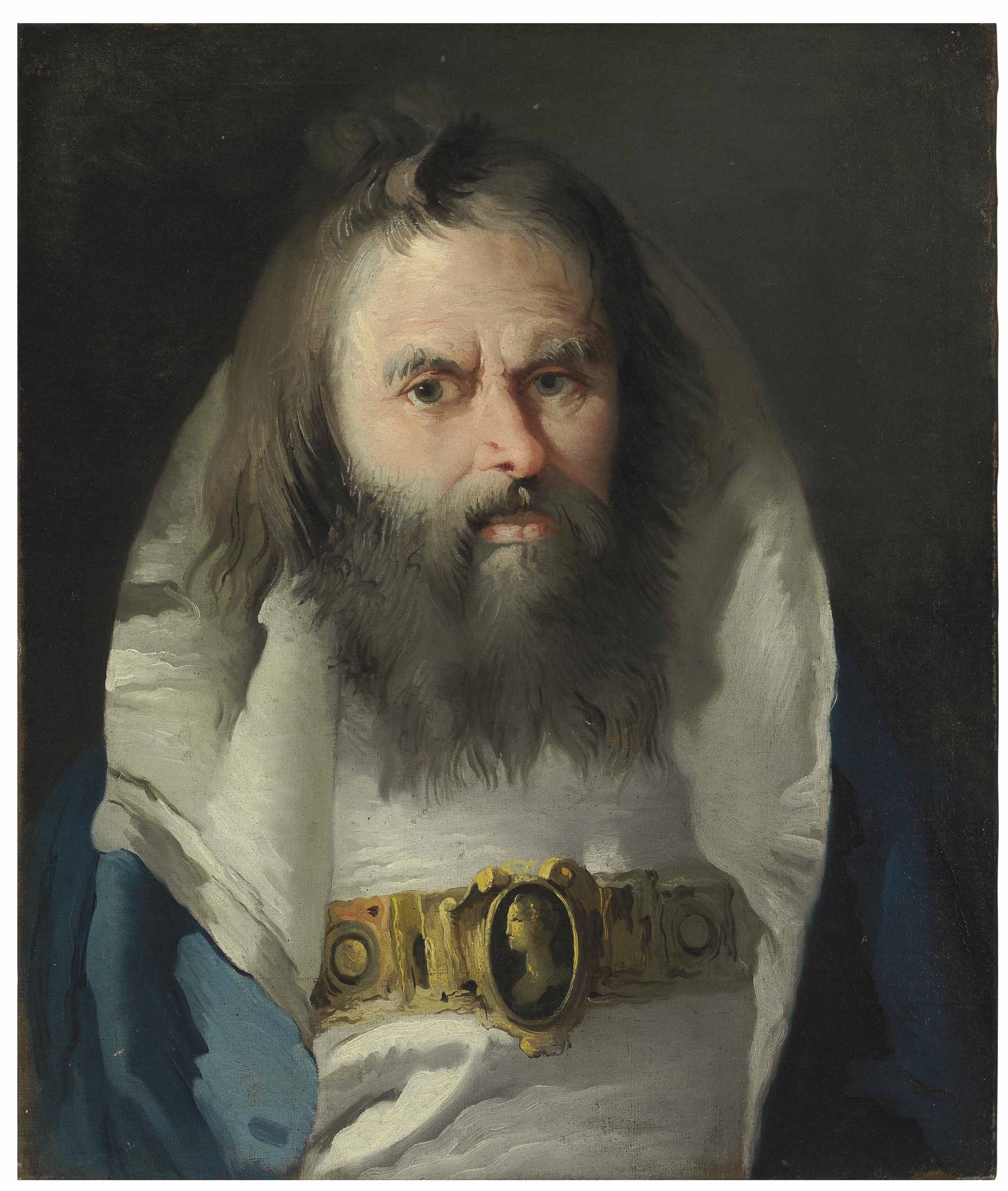
男性の肖像画 (c.1770)

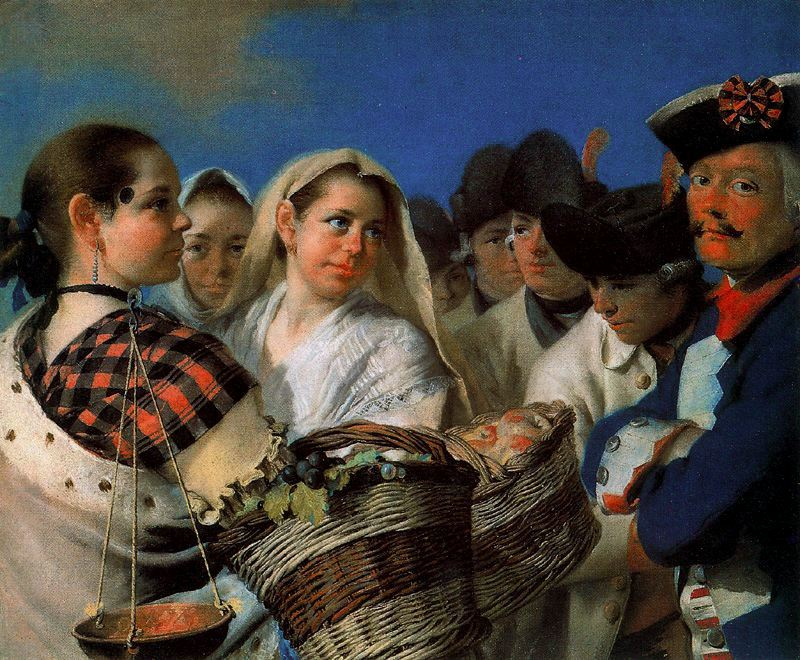
"Tipos populares"
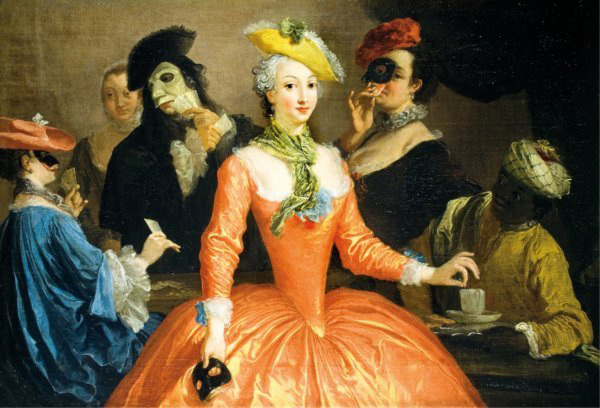
ヴェネツィアのカーニバルで仮面をつけた人物
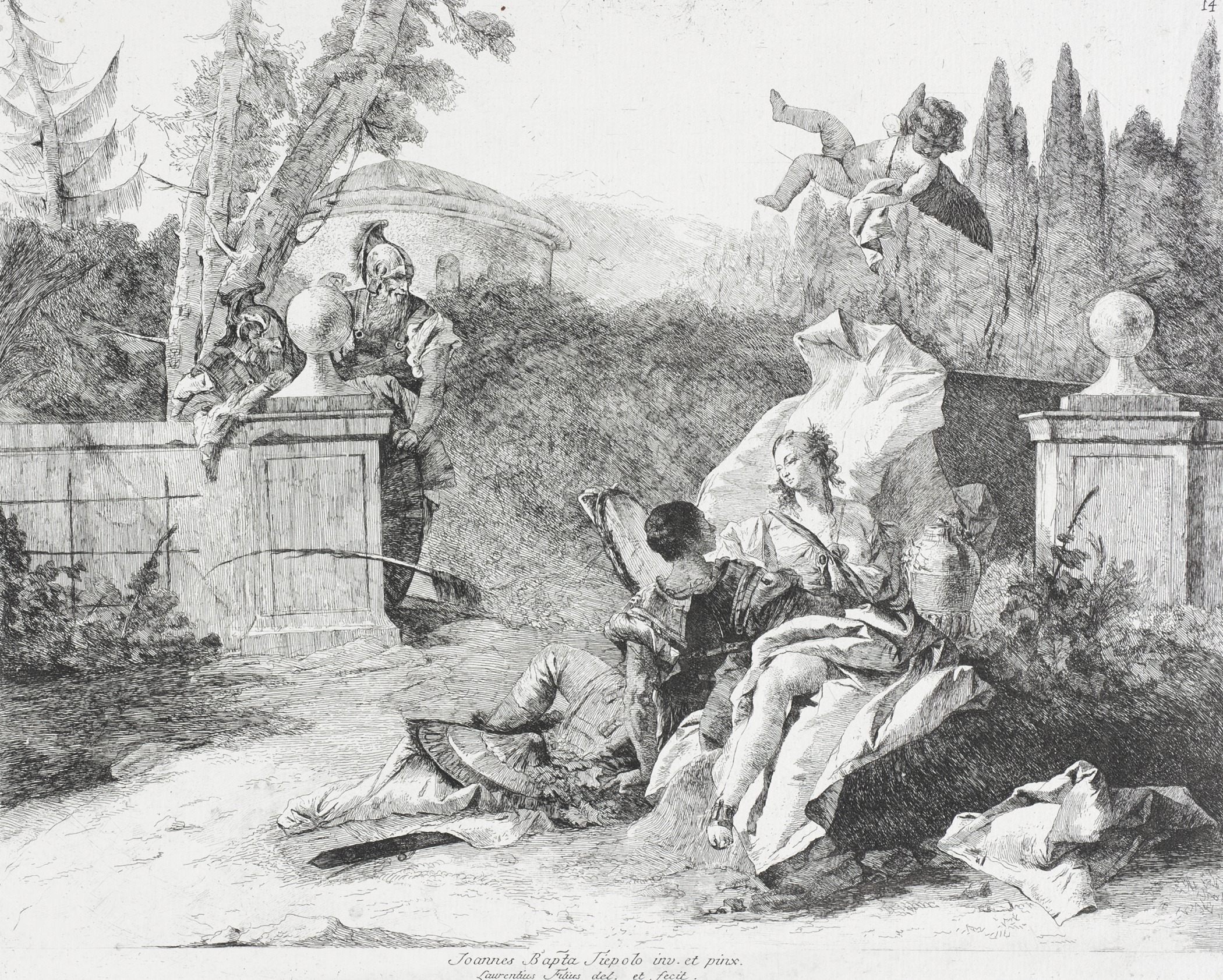
版画作品